# 詹姆斯·乔治·温纳瑞斯
詹姆斯·乔治·温纳瑞斯（英語：James George Veneris，1922年—2004年），美国军人（军号RA13009671），1950年11月28日在朝鲜战争中被中国人民志愿军俘虏，后拒绝返回美国，定居中国并加入中华人民共和国国籍，人称“老温”。
温纳瑞斯在战俘营中曾担任战俘营营际奥运会委员。1953年朝鲜战争停战后，他同另外20名美国士兵和1名英国士兵选择前往中国定居。到中国以后，他被分配到山东济南造纸四厂工作。
1963年，他进入中国人民大学学习，1966年毕业后回到了济南。在文革中他一度遭到冲击，但在周恩来的保护下得以幸免。他在中国共结过3次婚，生有四男二女，其中最小的女儿和最小的儿子回到了美国。他本人曾经于1976年和1990年左右两次赴美国探亲。老温退休后，在山东大学教授英语。
晚年老温积极要求加入中国共产党，但是未能如愿，他于2004年去世。